# Jerilderie
Jerilderie är en ort i Australien. Den ligger i kommunen Murrumbidgee och delstaten New South Wales, i den sydöstra delen av landet, omkring 530 kilometer väster om delstatshuvudstaden Sydney.
Trakten runt Jerilderie är nära nog obefolkad, med mindre än två invånare per kvadratkilometer.. Det finns inga andra samhällen i närheten.
Trakten runt Jerilderie består till största delen av jordbruksmark. Genomsnittlig årsnederbörd är 527 millimeter. Den regnigaste månaden är februari, med i genomsnitt 77 mm nederbörd, och den torraste är oktober, med 25 mm nederbörd.